# Bộ ba ba màu

Ba màu (tiếng Ba Lan:Trzy kolory) là tên chỉ loạt 3 bộ phim của đạo diễn Krzysztof Kieślowski, một sự hợp tác của Ba Lan - Pháp - Thụy Sĩ. Tên của các bộ phim: Ba màu: Xanh (Trois couleurs: Bleu) (1993) (giành giải Sư tử vàng 1993), Ba màu: Trắng - Trzy kolory: Biały (Trois couleurs: Blanc) (1994) (đạo diễn giành giải Gấu bạc cho đạo diễn xuất sắc nhất), và Ba màu: Đỏ (Trois couleurs: Rouge) (1994) (đề cử giải Cành cọ vàng).
Ba phim nền theo các màu sắc của lá cờ Pháp. Những câu chuyện kể trong phim được dựa trên khẩu hiệu Tự do, Bình đẳng, Bác ái (tiéng Pháp: Liberté, Egalité, Fraternité), có niên đại từ thời điểm của cuộc Cách mạng Pháp. Tiếng Pháp là ngôn ngữ chính trong Xanh, Đỏ, và ngôn ngữ Ba Lan trong Trắng. Ba màu cũng chỉ Paris - Xanh, Warsaw - Trắng, và Đỏ tại Geneva. Phim có sự tham gia của nhà soạn nhạc nổi tiếng Zbigniew Preisner.

## Diễn viên chính
Ba màu: Xanh
- Juliette Binoche - Julie
- Benoît Régent - Olivier
- Florence Pernel - Sandrine

Ba màu: Trắng
- Julie Delpy - Dominique
- Zbigniew Zamachowski - Karol
- Janusz Gajos - Mikolaj
- Jerzy Stuhr - Jurek

Ba màu: Đỏ
- Irène Jacob - Valentine
- Jean-Louis Trintignant - Joseph
- Jean-Pierre Lorit - Auguste
- Frederique Feder - Karin

## Liên kết
- Three Colors: Blue trên Internet Movie Database
- Three Colors: White trên Internet Movie Database
- Three Colors: Red trên Internet Movie Database
- Voted #15 on The Arts and Faith Top 100 Films (2010) Lưu trữ ngày 4 tháng 4 năm 2010 tại Wayback Machine
- Bản luận của Colin MacCabe